# Belgowie
Belgowie – grupa ludzi zamieszkująca Belgię, których jest ok. 10 milionów. Składają się na dwie grupy etniczne posługujące się belgijskimi odmianami  języków niderlandzkiego (55%) i francuskiego (45%). Belgowie niderlandojęzyczni mieszkają przeważnie w północnej Belgii, mówią flamandzkim dialektem języka niderlandzkiego. Belgowie francuskojęzyczni zamieszkują głównie w południowej Belgii, mówią walońskim dialektem języka francuskiego.

## Obywatele Belgii
Belgami nazywają się także obywatele Belgii. Nie stanowią jednej narodowości. Na tę grupę składają się głównie dwa narody: germańscy Flamandowie i romańscy Walonowie. Poza tym obywatelstwo belgijskie posiada kilkadziesiąt tysięcy Niemców oraz około pół miliona imigrantów różnych narodowości.
Belgowie używają dwóch języków: większość (55%) posługuje się językiem niderlandzkim (którego używana w Belgii odmiana jest czasem traktowana jako odrębna mowa – język flamandzki), zaś nieco mniejsza grupa (40%) używa francuskiego (który w Belgii istnieje w wersji zwanej jako język waloński – także czasem uznawany za odrębny język). Ponadto istnieje kilkudziesięciotysięczna grupa posługująca się językiem niemieckim, także mającym status urzędowego. Imigranci używają na ogół ojczystych języków, spośród których największe znaczenie ma język arabski, którym posługuje się ok. 300 tys. osób.

## Wyznanie
Dominującym wśród Belgów wyznaniem jest katolicyzm. W chwili oderwania się Belgii od Niderlandów (1831) religię tę wyznawało ponad 99% mieszkańców Belgii i to właśnie kwestia wyznaniowa była jednym z głównych powodów secesji. Obecnie ok. 75% Belgów wyznaje katolicyzm, zaś 20% nie wyznaje żadnej religii; ok. 4% to wyznawcy islamu.